# Maldonite
La maldonite è un minerale.